# Jeff Kent
Jeffrey Franklin Kent (Bellflower, California; 7 de marzo de 1968) es un ex segunda base estadounidense de béisbol profesional que jugó en las Grandes Ligas. Ganó el premio de Jugador Más Valioso de la Liga Nacional en 2000 con los San Francisco Giants, y es el líder de todos los tiempos en jonrones para un segunda base. Fue invitado al Juego de Estrellas en cinco ocasiones, y premiado con el Bate de Plata en cuatro temporadas.

## Carrera profesional

### Toronto Blue Jays
Kent fue seleccionado en la 20.ª ronda del draft de 1989 por los Azulejos de Toronto. Luego de cuatro temporadas en las ligas menores, fue invitado a los entrenamientos primaverales de 1992 y logró formar parte de la plantilla inicial de la temporada. Debutó el 12 de abril frente a los Orioles de Baltimore, conectando su primer hit (un doble) en la sexta entrada ante José Mesa. Su primer jonrón lo conectó el 14 de abril ante Lee Guetterman de los Yanquis de Nueva York. Fue transferido a los Mets de Nueva York el 27 de agosto de 1992, a cambio del lanzador David Cone.

### New York Mets
Kent jugó bien a la ofensiva en su estancia con los Mets, pero adquirió una pobre reputación con el equipo por su carácter temperamental y aislacionismo. Inició su único juego como campocorto durante 1992, con el fin de que Willie Randolph jugara su último juego en la segunda base.

### Cleveland Indians
Antes de la fecha límite para traspasos de la temporada 1996, Kent fue cambiado junto a José Vizcaíno a los Indios de Cleveland, a cambio de Álvaro Espinoza y Carlos Baerga. Al finalizar la temporada, fue nuevamente transferido junto a Vizcaíno y Julián Tavárez, en esta ocasión a los Gigantes de San Francisco, un movimiento muy poco popular debido a la salida de Matt Williams de los Gigantes con destino a Cleveland.

### San Francisco Giants
Con los Gigantes de San Francisco, la carrera de Kent tomó un nuevo aire. En 1997, bateando detrás de Barry Bonds en la alineación, registró promedio de .250 con 29 jonrones y 121 carreras impulsadas. Consitentemente se mantuvo entre los líderes de carreras impulsadas a lo largo de las siguientes cinco temporadas, y su contribución fue reconocida en el 2000 al ser galardonado con el premio de Jugador Más Valioso de la Liga Nacional, registrando .334 de promedio, 33 jonrones y 125 carreras impulsadas, además de una defensiva notable.
En 2002, Kent difrutó de otra campaña estelar, registrando promedio de .313, 37 jonrones y 108 carreras impulsadas. Junto a Bonds fueron el eje que llevó a los Gigantes a la Serie Mundial de béisbol de 2002, la cual perdieron ante los Angelinos de Anaheim en siete juegos. A pesar del éxito del equipo en dicha temporada, las relaciones con el jugador se habían deteriorado debido a percances con la oficina directiva y discusiones con Bonds, y con la salida del mánager Dusty Baker, Kent decidió abandonar al equipo, firmando un contrato de dos años y $19.9 millones con los Astros de Houston.

### Houston Astros
El 2 de octubre de 2004, Kent conectó su jonrón 288 como segunda base, superando a Ryne Sandberg como líder de todos los tiempos en jonrones en esa posición.
En el Juego 5 de la Serie de Campeonato de la Liga Nacional de 2004, Kent conectó un jonrón de tres carreras en la parte baja de la novena entrada, permitiendo a los Astros ponerse por delante en la serie (3-2) ante los Cardenales de San Luis. Sin embargo, los Cardenales ganaron los juegos 6 y 7 para obtener el título de la Liga Nacional.

### Los Angeles Dodgers
El 14 de diciembre de 2004, Kent firmó un contrato de tres años y $21 millones con los Dodgers de Los Ángeles. Tuvo una buena temporada en 2005, bateando para .289 con 29 jonrones y 105 carreras impulsadas, liderando al equipo en la mayoría de categorías ofensivas.
Al finalizar la temporada 2005, firmó una extensión de contrato hasta 2008. Anunció su retiro como jugador profesional el 22 de enero de 2009.